# Turanium pilosum
Turanium pilosum är en skalbaggsart som först beskrevs av Edmund Reitter 1891.  Turanium pilosum ingår i släktet Turanium och familjen långhorningar. Inga underarter finns listade i Catalogue of Life.